# Scuola Superiore Provinciale di Sanità Claudiana
La Scuola Provinciale Superiore di Sanità Claudiana (in tedesco Landesfachhochschule für Gesundheitsberufe Claudiana) è un centro di formazione per le professioni sanitarie infermieristiche ed ostetriche, riabilitative, tecnico-diagnostiche, tecnico-assistenziali e della prevenzione di Bolzano.
Essa prende il suo nome da Claudia de' Medici, arciduchessa d'Austria e contessa del Tirolo nel Seicento. 
La scuola è stata fondata nel 1993 e l'insegnamento avviene nella lingua del docente che può essere svolto nelle lingue ufficiali della provincia, ossia l'italiano e il tedesco, ma anche in lingua inglese. 
I corsi di studio si dividono in quattro ambiti per un totale di 15.

## Sede
La Claudiana è ospitata dal 2006 nella nuova struttura costruita appositamente nell'area dell'ospedale centrale di Bolzano. Prima la scuola si divideva in tre sedi diverse. 
La Claudiana ospita anche una biblioteca specializzata.

## Corsi di laurea

### Corsi di laurea in ambito prevenzione
- Assistente sanitario
- Tecnico della prevenzione nell'ambiente e nei luoghi di lavoro

### Corsi di laurea in ambito infermieristico
- Infermieristica
- Infermiere pediatrico
- Ostetricia

### Corsi di laurea in ambito tecnico-sanitario
- Tecnico sanitario di radiologia medica
- Tecnico di laboratorio biomedico
- Dietista
- Igienista dentale
- Tecnico ortopedico
- Podologo

### Ambito riabilitativo
- Fisioterapista
- Terapista occupazionale
- Logopedista
- Ortottista assistente in oftalmologia

## Progetti futuri
La Claudiana è uno dei tre istituti di tipo universitario a Bolzano insieme all'università ed al conservatorio musicale. Tra le varie proposte vi è quella di accorpare il conservatorio e la Claudiana con l'università e di rendere la Scuola Superiore di Sanità una facoltà di medicina.